# Bombilla

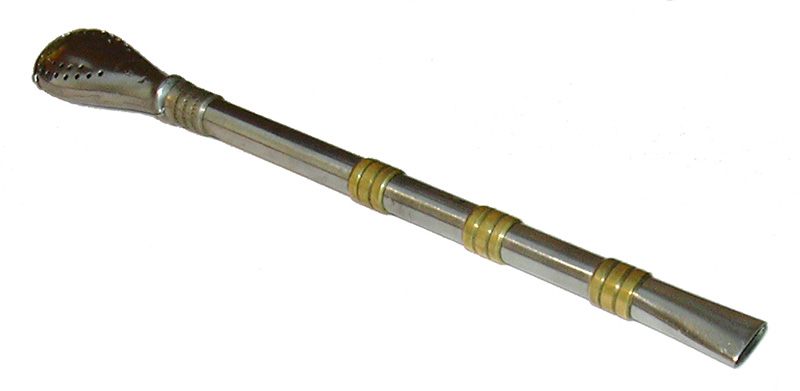
Eine traditionelle bombilla

Eine Bombilla ([bomˈbiʎa], in Lateinamerika [bom'bija], in Teilen Argentiniens und Uruguays: [bomˈbiʒa] oder [bom'biʃa]) ist ein Trinkröhrchen, durch das Mate-Tee getrunken wird. Mate-Tee ist vor allem in Paraguay, Uruguay, Argentinien und Süd-Brasilien verbreitet.

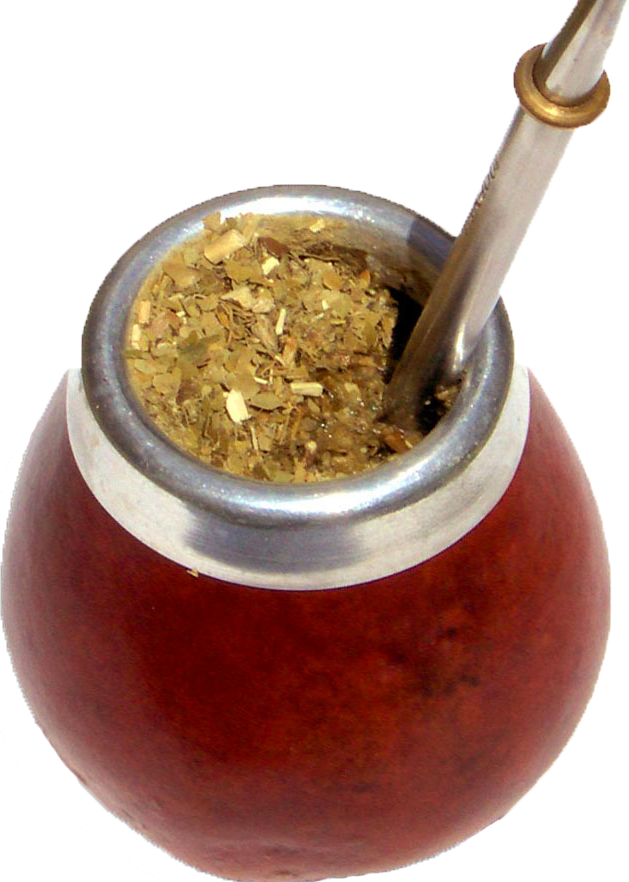
Kalebasse mit Matetee und Bombilla

Das Trinkgefäß (in Südamerika oft eine Kalebasse) wird mit Mate-Tee und heißem Wasser gefüllt. Das optimale Einstecken der bombilla in das Trinkgefäß – vor allem, ob vor oder nach dem ersten Befeuchten der Mate-Blätter – ist in den traditionellen Mate-Gegenden Gegenstand von kulinarischen Glaubenssätzen. Damit die Teeblätter nicht mitgetrunken werden, wird der Tee durch das Sieb am unteren Ende der Bombilla gesaugt. Nach diesem Saugen bzw. „Pumpen“ (span. bombear) soll die bombilla ihren Namen tragen. Danach wird wieder heißes Wasser aufgefüllt und das Trinkgefäß samt Bombilla weitergereicht.
Die bombilla ist typischerweise aus Weißblech gearbeitet und besteht aus drei Teilen: Von der rundlichen unteren Siebkonstruktion lässt sich das Trinkrohr abschrauben, dessen obere Öffnung zum Mundstück abgeflacht ist. Entlang des Trinkrohrs sind meist Querringe angebracht, um zu verhindern, dass sich das Mundstück aufgrund der Mate-Temperatur (meist 75 bis 90 Grad Celsius) zu stark erhitzt. Die Siebkonstruktion am unteren Ende der bombilla besteht in der Regel aus zwei flachen Hälften, die ineinander gesteckt werden. Nach dem Abschrauben des Trinkrohrs können sie voneinander gelöst werden, um die Bombilla nach dem Gebrauch zu reinigen. Die genaue Form der Siebkonstruktion ist regional unterschiedlich: In Argentinien werden sie meist schmaler hergestellt, in Paraguay und Brasilien sind sie etwas breiter.
Einfache, preiswerte Bombillas werden meist silberfarben in Weißblech mit einigen schlichten Verzierungen produziert; zum Teil werden aus dekorativen Gründen auch Teile der Bombilla in mattem Bronzeglanz poliert. Es gibt auch Bombillas aus Edelstahl. Teurere Bombillas werden auch aus wertvolleren Metallen wie Silber hergestellt oder mit aufwendigeren Verzierungen versehen. Seltener werden Bombillas auch aus Bambus produziert, dies vor allem in Paraguay.